# Station Dottenijs-Saint-Léger
Station Dottignies-Saint-Léger is een voormalig spoorwegstation langs spoorlijn 85 (Leupegem-Herzeeuw) in Dottenijs (Dottignies), een deelgemeente van de stad Moeskroen. Het station bediende ook het dorp Saint-Léger, een deelgemeente van Estaimpuis.
Het stationsgebouw werd in 1968 omgebouwd tot een kleuterschool.
0,0: Leupegem ·
3,7: Melden ·
8,7: Berchem (Kluisbergen) ·
11,5: Ruien ·
15,3: Avelgem ·
18,5: Bossuit ·
21,2: Sint-Denijs-Helkijn ·
24,9: Spiere ·
26,7: Dottignies-Saint-Léger ·
28,3: Evregnies ·
31,3: Herzeeuw